# سنغ تشخماق
سنغ تشخماق هو موقع أثري من العصر الحجري الحديث يقع على بعد حوالي 1 كـم (0.62 ميل) شمال قرية بسطام في محافظة سمنان الشمالية في إيران، على الجانب الجنوبي الشرقي لجبال ألبرز.

## الحفريات
اكتشف الموقع في عام 1969 من قبل سييتشي ماسودا. ويضم العديد من التلال الاستيطانية، ونقب عن اثنتين منها في عامي 1971-1977 من قبل فريق من جامعة طوكيو للتعليم ( جامعة تسوكوبا حاليًا) وموقع آخر هو ده خير [الإنجليزية]، يقع على بعد 4 كـم (2.5 ميل) من سنغ تشخماق.

## المستوطنة الغربية
المستوطنة الغربية عبارة عن تلة يبلغ ارتفاعها حوالي 3 أمتار وقطرها حوالي 80 مترًا، وتحتوي على خمس طبقات ثقافية.
تمثل الطبقات من 2-5 مرحلة العصر الحجري الحديث الخزفية. وهناك أيضًا بعض حجر السج المستورد. والعديد من التماثيل ذات الأشكال الحيوانية والمجسمة. بنيت منازل كبيرة من الطوب اللبن مع أرضيات مجصصة. بعضها مصنوع من الجص الجيري. وكانت المباني مستطيلة الشكل وتتكون من غرف بأبعاد 6 × 4 م. وعثر على نوعين مختلفين من المباني. كان لبعضها موقد مربع على الجانب الشمالي وجدران سوداء جزئيًا. ولم يكن لدى البعض الآخر مدفأة وكانت الغرف صغيرة نسبيًا ولكن بأرضيات مصممة بعناية. في إحدى هذه الغرف الصغيرة التي لا تحتوي على مدفأة في الطبقة الثانية، عثر على بعض التماثيل الطينية ذات التصميم العالي. وعثرت الحفريات على شظايا عظمية صغيرة وإبر عظمية، وقصاصات من الصوان، وأحجار صغيرة ونوى وشفرات من حجر السج. وثلاث قطع فخارية.

## المستوطنة الشرقية
تقع المستوطنة الشرقية على بعد حوالي 150 م من الغرب، ويبلغ امتدادها 100 م في اتجاه الشمال - الجنوب و150 م في اتجاه الشرق - الغرب. احتوت الطبقات من 6 - 3 على مساكن مستطيلة متعددة الأبعاد مع مباني ملحقة، تحتوي على منطقة عمل صغيرة وفرن، تتميز المباني بأحجام مختلفة، حيث يبلغ متوسط حجمها 5 × 8 أمتار، ولها صالة مدخل أو فناء. وهي مصنوعة من كتل طينية مقاس 70 × 20 سم، بنفس تقنية ثقافة الجيتون في تركمانستان. في الطبقات العليا الثانية والأولى، تختلف مخططات البناء عن المخططات السفلية الأخرى. الغرف مربعة وبها مدفأة في الجانب الشمالي. بالإضافة إلى ذلك، لم تقسم الغرف الرئيسية إلى مساحات أصغر، بل أضيفت غرف صغيرة مستطيلة الشكل. في الطبقة العليا توجد ثلاث مقابر تحتوي على مدافن النساء والأطفال. وعثر فيها على جمجمة لامرأة شابة. كانت مغطاة بإناء مزخرف من النوع المعروف في موقع تل سيالك.
وعلى عكس المستوطنة الغربية، عثر على كمية كبيرة من الفخار فيها. ولتي تعرض معظم الفخاريات المزخرفة أنماطًا هندسية مثل الخطوط المتقاطعة والخطوط المتوازية الأفقية والرأسية المرسومة باللون الأحمر أو البني الداكن على خلفية كريمية أو حمراء. وتُظهر خزف الطبقات العليا الأحدث زخارف حيوانية. وهناك أيضًا أشياء طينية مخروطية الشكل، ومغازل، وتماثيل حيوانية مصنوعة من الطين أو الحجر، وإبر عظمية، وفؤوس حجرية مصقولة، وقصاصات من الصوان، وأحجار صغيرة. ومن الطبقتين الرابعة والخامسة عثر على مقابض منجل خشبية ذات الزخارف الحيوانية، والتي تُظهر أوجه تشابه مع الطبقة السفلية من ياريم تيبي، وجيتون.
تظهر أدوات جشمة علي [الإنجليزية] حوالي عام 5000 قبل الميلاد، كما هو الحال في العديد من المواقع الأخرى في شمال شرق إيران.

## التسلسل الثقافي
الطبقة العليا الأولى من المستوطنة الغربية أقدم من الطبقة السادسة الأدنى من المستوطنة الشرقية. تشير الكمية الصغيرة من القطع الفخارية الموجودة على التل الغربي، على عكس الكمية الكبيرة الموجودة في الشرقي، إلى عمر أعلى للمستوطنة الغربية. وبالتالي فإن الموقع يمثل فترة ثقافية انتقالية إلى مرحلة السيراميك. وقد تأكدت هذه المؤشرات من خلال الدراسات التي أجراها توشيو ناكامورا من مركز البحوث التاريخية بجامعة ناغويا في عام 2014. في دراسته، اختبر فيها 40 عينة من الفحم المأخوذة خلال عمليات التنقيب في السبعينيات باستخدام طريقة AMS. ومن بين 40 عينة، كانت 37 عينة صالحة للاستخدام. وبالنسبة للمستوطنة الغربية، إن فترة إشغال تتراوح بين 7200 إلى 6600 قبل الميلاد. وبالنسبة للمستوطنة الشرقية، يشار إلى فترة الاحتلال من 6300 إلى 5200 قبل الميلاد. ويبدو أن هناك فجوة قرابة 300 سنة بين المستوطنتين.